# Ángel Sagaz Zubelzu
Ángel Sagaz Zubelzu (Madrid, 1 de marzo de 1913-Jaén, 6 de mayo de 1974) fue un diplomático español. Como Embajador de España en Egipto, las acciones de Sagaz ayudaron a liberar a más de 1500 judíos que estaban encarcelados por el gobierno egipcio y a evacuarlos del país en medio de la campaña de intimidación y acoso del gobierno egipcio tras su derrota en la Guerra de los Seis Días en 1967.

## Primeros años de vida
Ángel Sagaz Zubelzu nació en Madrid el 1 de marzo de 1913. Obtuvo una licenciatura en derecho, y luego completó su formación en la Escuela Diplomática de España.

## Carrera diplomática
Entró en servicio como diplomático de carrera en el Ministerio de Asuntos Exteriores (MAE) español en 1943. Al principio de su carrera, Sagaz fue enviado a Ottawa, Estocolmo y Helsinki. De 1953 a 1958, estuvo destinado en Washington D. C.. Fue director de la oficina de América del Norte y Canadá de la MAE de 1960 a 1964. Desde 1964 hasta 1966, fue director general para América del Norte. En 1966, Sagaz se convirtió en embajador de España en Egipto en El Cairo.

### Embajador en Egipto y Operación Pasaporte 128
A raíz de la participación y derrota decisiva de Egipto en la Guerra de los Seis Días, librada entre Israel y una coalición de estados árabes (principalmente Egipto, Siria y Jordania) en junio de 1967, el gobierno egipcio inició una campaña de intimidación y hostigamiento de la población judía en Egipto. La policía egipcia comenzó a detener judíos, tratando, en general, de tener en prisión a un miembro de cada familia judía. La mayoría de los hombres de la comunidad judía fueron arrestados. La mayoría de ellas fueron encarceladas en la prisión de Tura, al sur de El Cairo, una prisión en Abu Zaabal, un suburbio al norte de El Cairo, y una prisión para mujeres en El Qantara, en el delta del Nilo.
La embajada española se involucró para atender las necesidades consulares de los judíos egipcios que tenían pasaporte español. Sagaz apeló a la policía egipcia, al Ministerio del Interior egipcio y al mismo presidente egipcio Gamal Abdel Nasser para que liberaran y concedieran permiso a los judíos para salir de Egipto. Sagaz argumentó que los judíos en Egipto tenían la ciudadanía española en virtud del decreto dictado por el exdictador español Miguel Primo de Rivera en diciembre de 1924 «sobre la concesión de la nacionalidad española por carta de naturalización a los protegidos de origen español». Su compañero diplomático español Ángel Sanz Briz había utilizado la misma táctica para proporcionar pasaportes españoles a más de 5000 judíos en la Hungría ocupada por los alemanes durante el Holocausto. Sagaz enfatizó, como una estratagema, que no creía que Egipto estuviera discriminando por motivos de raza o religión, sino que estaba tomando medidas prudentes durante la guerra. También señaló que España nunca había reconocido a Israel como prueba de la amistad de su país con el mundo árabe.
El gobierno egipcio accedió a la liberación de los judíos, con dos condiciones. Primero, los judíos liberados debían mantener un silencio absoluto sobre su experiencia en prisión, para que no pudieran usarse como propaganda contra Nasser. Segundo, no debían ir inmediatamente a Israel. Entre 1967 y 1970, hasta 1500 judíos, formados por más de 615 familias, abandonaron Egipto gracias a los esfuerzos de Sagaz y su esposa.
La primera tanda de judíos partió del puerto de Alejandría en los barcos españoles Benidorm y Benicarló y viajó a Marsella, Génova o Barcelona. El gobierno español pagó el viaje. Sagaz recogería personalmente a los judíos en la prisión, firmaría sus pasaportes y los llevaría en un automóvil con matrícula diplomática a Alejandría. El segundo grupo partió en vuelos regulares de Air France, con un promedio de cuatro personas por día, con boletos pagados por organizaciones judías globales como HIAS. Según el testimonio de algunos de los judíos, no fueron informados inmediatamente de la implicación de la embajada española en El Cairo, solo les entregaron los pasaportes españoles poco antes del vuelo a Francia. Los pasaportes españoles tenían una validez de solo 2 años y no podían renovarse.
Como embajador español, Sagaz también representó los intereses de Estados Unidos tras la ruptura de relaciones entre Egipto y EE. UU. tras la guerra. Los esfuerzos de Sagaz y la embajada española fueron revelados por la prensa estadounidense en 1968.

### Embajador en los Estados Unidos
Sagaz sirvió en El Cairo hasta 1972, cuando se convirtió en embajador de España en Estados Unidos el 7 de marzo de 1972.

## Muerte
Debido a una enfermedad, Sagaz regresó temporalmente a España el 16 de abril de 1974, volando en un avión de la Fuerza Aérea de los Estados Unidos proporcionado por el presidente Richard Nixon. Murió el 6 de mayo de 1974, en Jaén.

## Vida personal
Sagaz hablaba español, inglés y francés. Se casó con su esposa Ursula Zinsel Steeger de Sagaz en Washington en 1956 y tuvo cinco hijos: José, Gabriel, Juan Carlos, Manuel y Santiago.